# NABEL
Das Nationale Beobachtungsnetz für Luftfremdstoffe (NABEL) ist ein gemeinsames Projekt des Schweizer Bundesamtes für Umwelt (BAFU) und der Eidgenössischen Materialprüfungs- und Forschungsanstalt (EMPA), mit Geschäftssitz in Dübendorf, im Kanton Zürich.

## Entstehung des nationalen Beobachtungsnetzes
Seit Mitte der 1960er Jahre werden systematisch Immissionsmessungen (Messungen von Schadstoffen in der Aussenluft) durchgeführt. Damals konzentrierte man sich auf die Schadstoffe Schwefeldioxid und Staub.

Im Rahmen einer internationalen Zusammenarbeit von 11 Ländern werden Luftschadstoffe von der EMPA seit 1968 kontinuierlich gemessen. Man begann mit zwei Stationen.
1972 bis 1977 wurden die Messungen im OECD-Basisprogramm fortgeführt; ab 1978 waren acht Stationen im Einsatz. Mit Unterzeichnung der UN/ECE-Konvention «Convention on Long Range Transboundary Air Pollution» im darauffolgenden Jahr erfolgte die Integrierung der internationalen Messungen des «European Monitoring and Evaluation Programme» (EMEP). Im Rahmen des Forschungsprogramms Waldschäden und Luftverschmutzung in der Schweiz (NFP14) wurde an drei Waldstandorten gemessen. In den Jahren 1990/91 wurde das Messnetz modernisiert und auf 16 Stationen erweitert.
Der Betrieb und die Wartung der Messsysteme, die Qualitätssicherung und die Datenkontrolle werden von der Eidgenössischen Materialprüfungs- und Forschungsanstalt (Empa) durchgeführt. 
Das BAFU ist für das Konzept des Messnetzes, das Datenmanagement, die Auswertung der Daten und für ihre Publikation zuständig.

## Tätigkeit und Messstationen
Das NABEL erfasst die aktuelle Luftschadstoffbelastung und verfolgt die langfristige Entwicklung der Luftqualität in der Schweiz. Das Messnetz besteht aus 16 über die gesamte Schweiz verteilten Stationen: Basel Sternwarte St. Margarethen, Bern, Beromünster (ersetzt seit Sommer 2016 die ehemalige Station Lägern), Chaumont, Davos, Dübendorf (wurde 2020 ersetzt), Härkingen, Jungfraujoch, Lausanne, Lugano, Magadino, Payerne, Rigi, Sion, Tänikon und Zürich. Diese Standorte spiegeln die häufigsten, in der Schweiz auftretenden Immissionssituationen (von schwach bis stark belastet) wider. Mit der vergleichsweise kleinen Zahl an Messpunkten kann ein detailliertes Bild über die Luftqualität in der Schweiz gewonnen werden.
Einige der Stationen sind in internationale Messprogramme eingebunden, namentlich das «European Monitoring and Evaluation Programme» (EMEP) und dem «Global Atmosphere Watch» (GAW).
Parallel zu den, schwerpunktmässig die Nordost- und die Westschweiz abdeckenden Stationen werden von schweizerischen Kantonen und Städten weitere Messstationen im Rahmen der Cercl’Air betrieben, einer Vereinigung der schweizerischen Behörden- und Hochschulvertreter im Bereich der Luftreinhaltung und der nichtionisierenden Strahlung.
Das NABEL ist zudem eine Plattform für Forschungsprojekte.

## Galerie

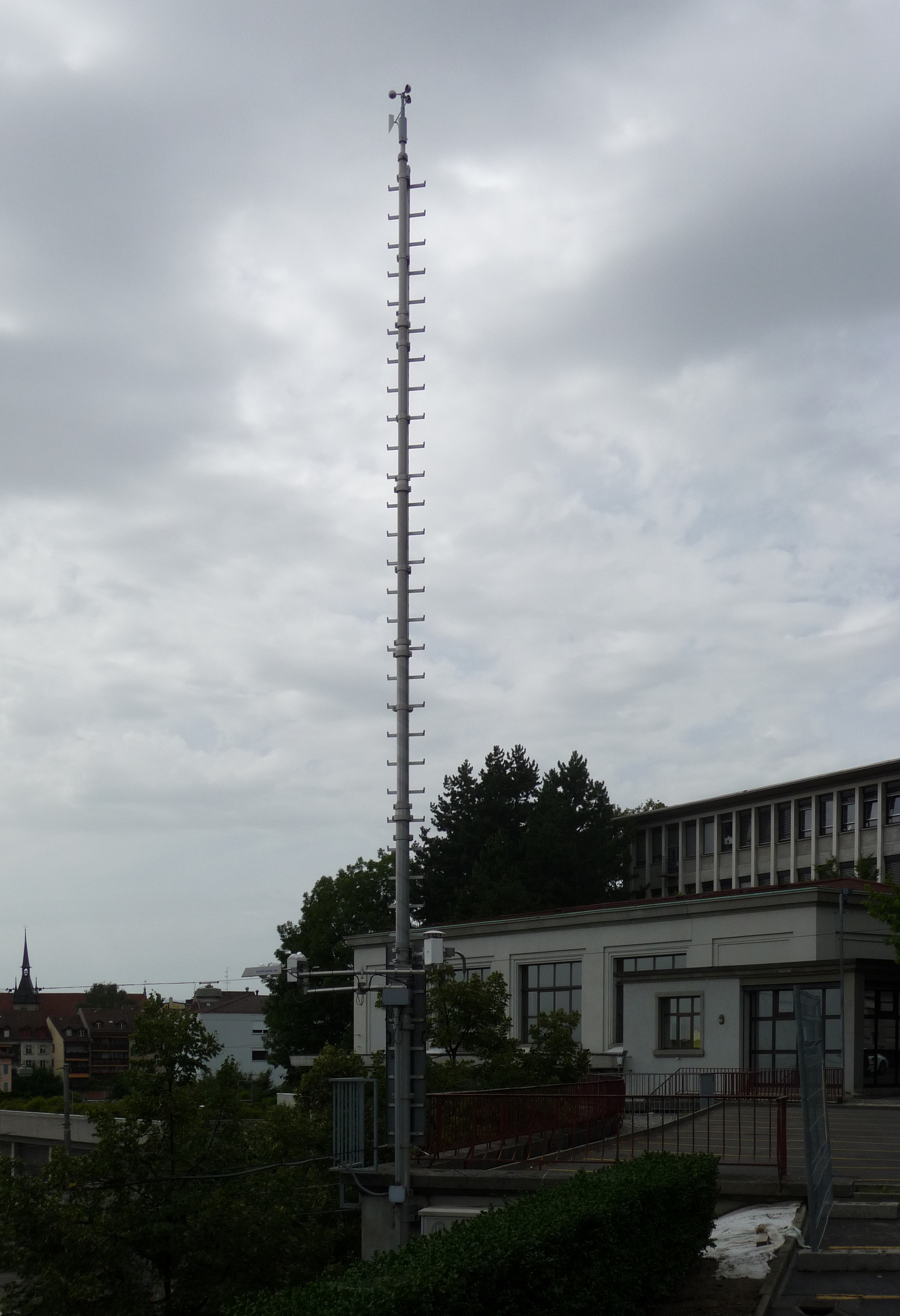
Station in Lausanne
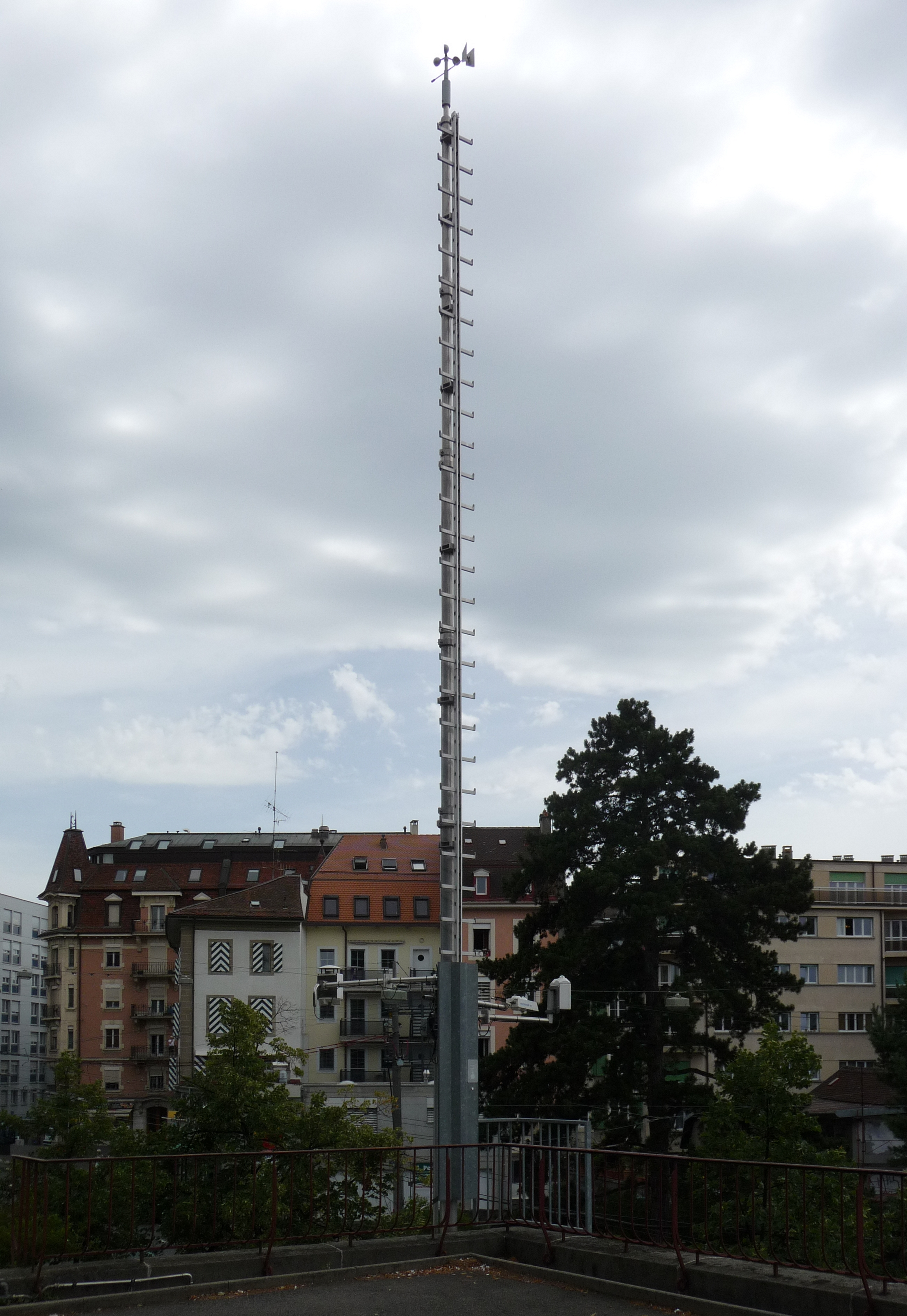
Gegenseite